# Antanimena
Antanimena är en ort i Madagaskar.   Den ligger i regionen Atsimo-Andrefanaregionen, i den sydvästra delen av landet, 600 km sydväst om huvudstaden Antananarivo. Antanimena ligger 79 meter över havet och antalet invånare är 4 000.
Terrängen runt Antanimena är kuperad åt nordost, men åt sydväst är den platt. Antanimena ligger nere i en dal. Runt Antanimena är det glesbefolkat, med 11 invånare per kvadratkilometer. Det finns inga andra samhällen i närheten. Omgivningarna runt Antanimena är huvudsakligen savann.